# Chikamatsu Monzaemon

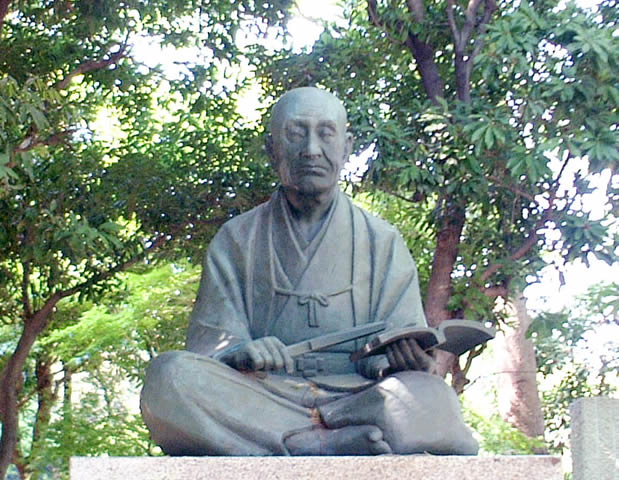
Staty av Chikamatsu Monzaemon Amagasaki, Hyōgo

Chikamatsu Monzaemon (pseudonym för Sugimori Nobumori) född 1653 i Fukui, död 6 januari 1725 i Osaka, var en japansk dramatiker och författare.
Genom sitt arbete vid hovet i Kyoto bekantade han sig med klassisk litteratur och haikudiktning. Han skrev själv japanska skådespel (kabuki) samt dockteater (bunraku). Han är mest känd för joruri-stycken skrivna efter 1686. Kända sewamono är Sonezaki shinju från 1703 och Shinju ten no Amijima från 1720. Ett populärt historiskt stycke var Kokusenya kassen från 1715. 